# Glattstieliger Hexen-Röhrling
Der Glattstielige Hexen-Röhrling (Suillellus queletii, Syn.: Boletus queletii) ist eine seltene Pilzart aus der Familie der Dickröhrlingsverwandten (Boletaceae).

## Merkmale

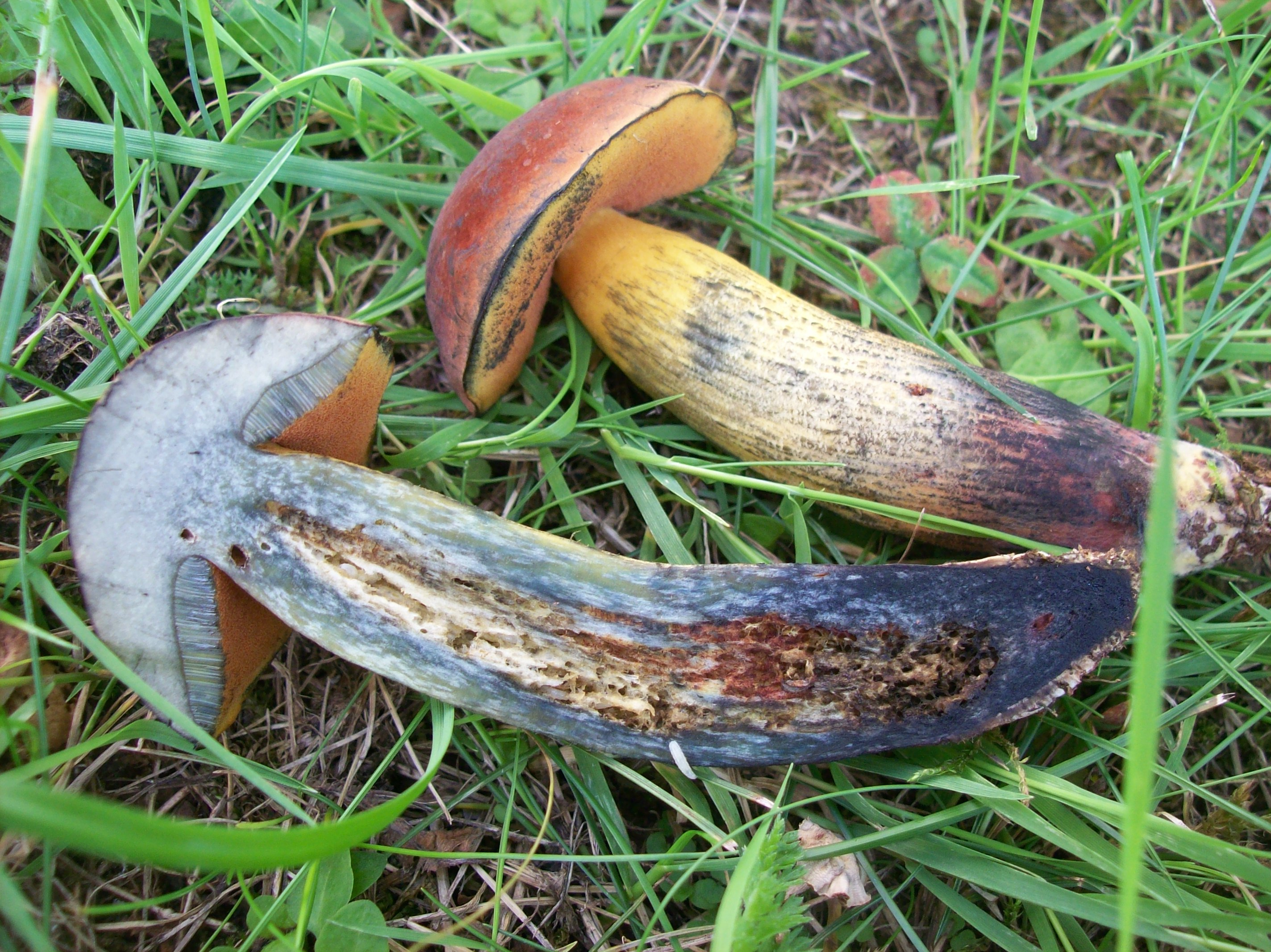
Das Fleisch des Glattstieligen Hexen-Röhrlings blaut stark und ist in der Stielbasis oft weinrot gefärbt.

### Makroskopische Merkmale
Der Hut des Glattstieligen Hexen-Röhrlings ist halbkugelig bis polsterförmig ausgebildet; im Alter kann er auch ein wenig verflachen oder niedergedrückt sein. Der Hut erreicht einen Durchmesser von 5–15, manchmal auch 20 cm. Die Färbung reicht von bräunlich-rubinrot bis ziegel-, kupfer- oder dunkel karminrot. In Randnähe besitzt er etwas hellere Töne, die gelbliche Nuancen enthalten. Gelegentlich kann dieser Bereich über einen großen Teil des Hutes ausgebreitet sein. Alte Fruchtkörper besitzen auf der Hutoberseite oft keine Rottöne mehr und weisen bräunliche Töne auf. Die Oberfläche ist feinsamtig, wird im Alter aber zunehmend glatter (verkahlend) und kann bei feuchtem Wetter über einen kurzen Zeitraum etwas schleimig sein.
Die Röhren sind anfangs zitronengelb, dann goldgelb und schließlich mit einem blassen Olivton. Auf Druck verfärben sie sich stark blau. Die Poren sind lange wie die Röhren getönt. Später färben sie sich vom Stiel ausgehend orangerot, bis sie bei Reife meist alle diese Farbe aufweisen. Auch sie färben sich auf Druck blau.
Der Stiel wird 6–12, manchmal auch 15 cm lang und 1,5–4 cm dick. Jung ist er bauchig geformt, bildet sich aber recht schnell dick zylindrisch bis keulig aus; häufig ist er am Grund etwas zugespitzt. Der Stiel ist im oberen Teil hellgelb gefärbt und geht nach unten hin in ein Wein- bis Granatrot über. Die Oberfläche ist nicht genetzt, kann aber fein bepudert wirken.
Das Fleisch (Trama) ist gelb getönt und blasst im Alter etwas aus; in der Stielbasis ist es weinrot und am Röhrenboden gelb. Bei Verletzung schlägt die gelbe Farbe sofort in ein kräftiges Blau um; in der Stielbasis färbt es sich weinrötlich. Oft reicht die Rötung über den gesamten Stiel. Nach mehreren Stunden verblasst die blaue Farbe zu einem verwaschenen Gelb. Der Geschmack des Fleisches ist mild.

### Mikroskopische Merkmale
Die Sporen sind mit 9–15 × 4,5–7 Mikrometern breit-spindelig bis lang-elliptisch geformt. Das Verhältnis der Länge zur Breite (Q-Wert) beträgt etwa zwei und ist damit besonders gering. Die jeweils 4 Sporen tragenden Basidien besitzen eine keulige Form und messen 25–40 × 10–13 µm. Die Zystiden sind 35–55 µm lang und bauchig-spindelig bis annähernd blasig geformt. Letztere Ausprägung tritt vor allem an den Poren auf. Sie können etwas gelblich, seltener an den Poren leicht rötlich gefärbt sein. Aus der Hutdeckschicht ragen lange, dünne Hyphen.

### Variabilität

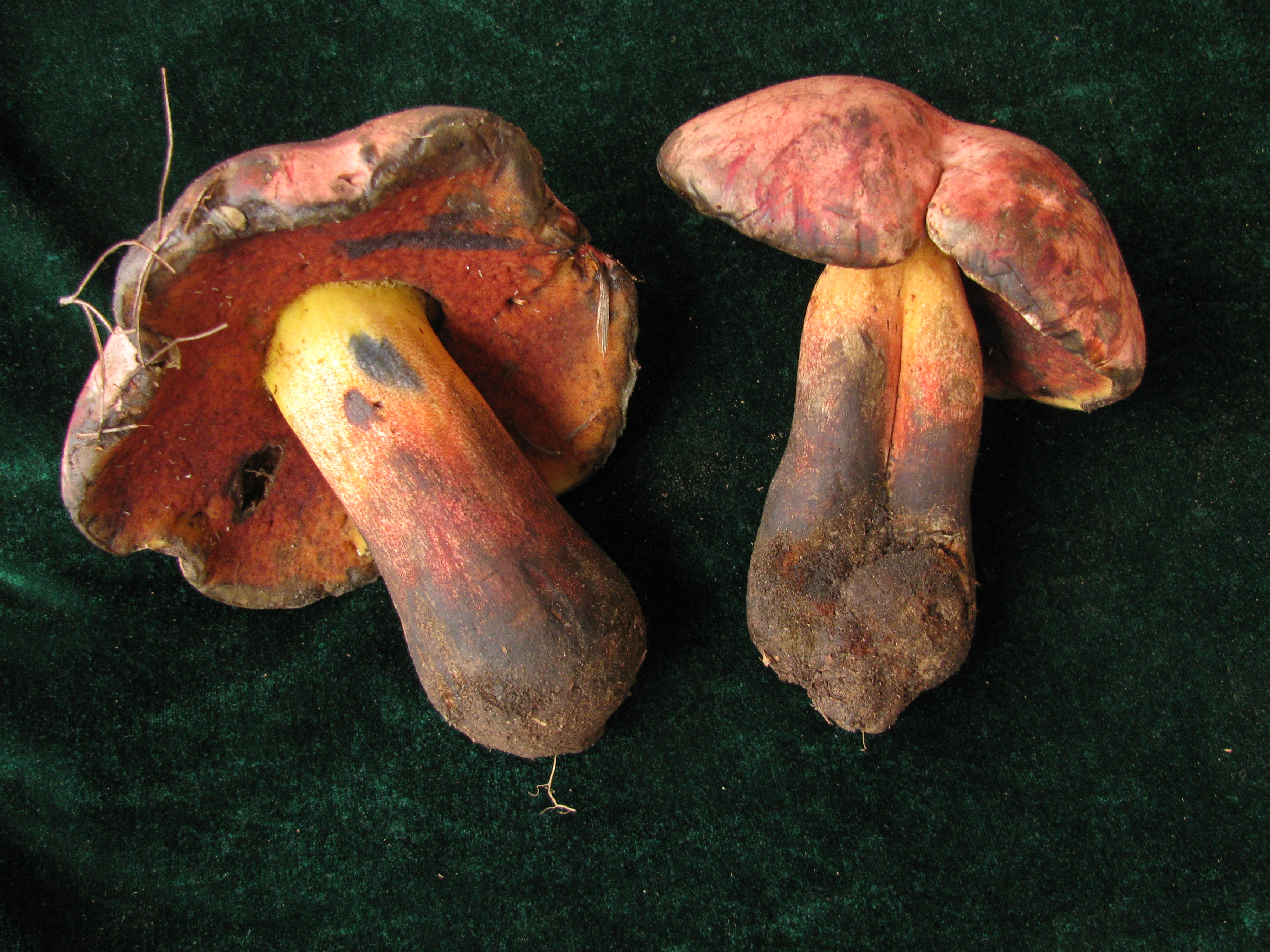
Varietät rubicundus des Glattstieligen Hexen-Röhrlings

Der Glattstielige Hexen-Röhrling ist vor allem farblich recht variabel. So wurden für ihn mehrere Varietäten und Formen beschrieben. Häufig zu finden sind vor allem var. lateritius mit ziegelbraunem Hut und var. rubicundus mit karminrotem Hut. Nahe verwandt soll Boletus discolor sein, dessen systematische Stellung noch nicht ganz geklärt ist.

## Artabgrenzung
Der Glattstielige Hexen-Röhrling kann in erster Linie mit anderen Hexen-Röhrlingen, vor allem mit dem Netzstieligen Hexen-Röhrling (Suillellus luridus) und dem Flockenstieligen Hexen-Röhrling (Neoboletus erythropus), verwechselt werden. Deren Stiele sind aber nicht glatt, sondern von einem erhabenen roten, länglich-grobmaschigen Netz beziehungsweise feinen roten Flocken bedeckt.

## Ökologie und Phänologie
Der Glattstielige Hexen-Röhrling bevorzugt Parks und ähnliche Biotope, ist aber auch in naturbelassenen Wäldern zu finden. In erster Linie kann man ihn in Seggen-Buchenwäldern antreffen; seltener kommt er in Waldmeister-Buchenwäldern und Eichen-Hainbuchenwäldern vor. Der Pilz wächst auf basischen, trockenen bis frischen Böden mit meist lehmigen oder tonigen Bestandteilen. Er ist sehr wärmeliebend. Der Glattstielige Hexen-Röhrling ist ein Mykorrhiza-Pilz, der ausschließlich mit Laubbäumen in Symbiose lebt. Bevorzugt wird dabei die Rotbuche; darüber hinaus ist er auch unter Eichen und Linden zu finden. Offenbar sind innerhalb der Waldgebiete Rotbuchen und außerhalb dieser Eichen und in Parks Linden die häufigeren Symbiosepartner.
Die Fruchtkörper werden vor allem in den warmen Sommermonaten gebildet. Bei geeigneten Witterungsbedingungen können sie in Mitteleuropa vereinzelt bis in den Oktober hinein auftreten.

## Verbreitung
Der Glattstielige Hexen-Röhrling ist in der Holarktis meridional bis boreal verbreitet. Er ist in Nordamerika in Vermont und in Nordafrika in Marokko zu finden.
In Europa liegen die Vorkommen hauptsächlich im Süden. Nach Norden reicht die Verbreitung etwa bis Südschweden. Nach Osten ist der Pilz mindestens bis in den Kaukasus zu finden. Vermutlich reicht die Verbreitung noch weiter in den Fernen Osten oder sogar bis China.
In Deutschland ist der Pilz hauptsächlich in Baden-Württemberg und im Saarland anzutreffen. Nördlich des 50. Breitengrades sind nur noch vereinzelt Fundorte vorhanden.

### Gefährdung
Die Verbreitung des Glattstieligen Hexen-Röhrlings nimmt immer mehr ab, da er eine Vorliebe für basischen Untergrund in warmen Laubwäldern hat. Biotope dieser Art befinden sich vor allem durch vermehrte Nadelwald-Aufforstung und Schadstoffbelastung zunehmend im Rückgang. Da der Pilz auch in Parks vorkommen kann, ist die Bedrohung jedoch nicht ganz so stark wie beispielsweise bei dem Königs-Röhrling (Butyriboletus regius) oder dem Silber-Röhrling (Butyriboletus fechtneri), die in ihren ökologischen Ansprüchen noch wählerischer sind. Dennoch wird der Glattstielige Hexen-Röhrling in Deutschland als Rote-Liste-3-Art (gefährdet) geführt.

## Bedeutung
Der Pilz ist roh giftig und kann erst gegessen werden, wenn er gut durchgegart ist.